# Старков, Михаил Александрович
Михаил Александрович Старков (род. 3 июля 1977, Свердловск) — российский самбист и дзюдоист, чемпион и призёр чемпионатов России по самбо, абсолютный чемпион России по самбо, обладатель Кубков России и мира по самбо, призёр чемпионата России по дзюдо, призёр чемпионатов Европы и мира по самбо, мастер спорта России международного класса.

## Биография
Родился в городе Свердловске. В 1993 году окончил СОШ № 147, в 1997 году — Екатеринбургский машиностроительный колледж.
Проходил спортивную подготовку у заслуженного тренера РСФСР Талгата Гибадулина.
Окончил Уральский юридический институт МВД России. Тренер сборной УрЮИ МВД РФ. С 2015 года тренер-преподаватель «ДЮСШ по самбо».

## Спортивные результаты

### Дзюдо
- Чемпионат России по дзюдо 2000 — ;

### Самбо
- Чемпионат России по самбо 2000 — ;
- Чемпионат России по самбо 2002 — ;
- Чемпионат России по самбо 2007 — ;
- Абсолютный чемпионат России по самбо 2007 — ;
- Абсолютный чемпионат России по самбо 2008 — ;
- Абсолютный чемпионат России по самбо 2009 — ;
- Чемпионат России по самбо 2009 — ;
- Чемпионат России по самбо 2010 — ;
- Чемпионат России по самбо 2011 — ;
- Чемпионат России по самбо 2012 — ;
- Чемпионат России по самбо 2013 — ;